# وايت س. هيدريك
وايت س. هيدريك (بالإنجليزية: Wyatt C. Hedrick)‏ هو مهندس معماري ومهندس أمريكي، ولد في 17 ديسمبر 1888 في تشاتهام في الولايات المتحدة، وتوفي في 5 مايو 1964 في هيوستن في الولايات المتحدة.